# Muzeum Tanich Win w Szklarskiej Porębie
Muzeum Tanich Win w Szklarskiej Porębie – prywatne muzeum, znajdujące się w budynku Chaty Walońskiej w Szklarskiej Porębie. W muzeum eksponowanych jest ponad setka butelek tanich win oraz kilkaset etykiet do nich. Zbiory obrazują swoistą estetykę oraz nazewnictwo związane z produkcją tego typu trunków. Część ze zbiorów jest darem aktora i satyryka Stefana Friedmanna.
Muzeum otwarte jest w godzinach otwarcia Chaty Walońskiej.